# Liste der Werke von Lewis Carroll
Diese Liste der Werke von Lewis Carroll umfasst alle Werke von Lewis Carroll, einschließlich derer, die unter seinem wirklichen Namen Charles Lutwidge Dodgson, einem anderen Pseudonym oder anonym veröffentlicht wurden. Die Liste enthält auch postume Veröffentlichungen. Einige kurze Texte ließ Carroll auf eigene Kosten drucken und verteilte sie, etwa unter Kollegen. Diese sind teilweise ebenfalls aufgeführt.
Nicht in der Liste enthalten sind unselbstständig erschienene Werke, also etwa Beiträge in Zeitschriften. Einige dieser Werke wurden jedoch später als selbstständige Werke neu herausgegeben und finden sich daher trotzdem in der Liste. Ebenso fehlen Übersetzungen in andere Sprachen sowie postume Neuauflagen und Neuausgaben bereits veröffentlichter Werke.
Die Liste ist nach inhaltlichen Gesichtspunkten gruppiert, wobei die Einteilung in einigen Fällen nicht eindeutig ist. So könnte A Tangled Tale auch als Erzählung aufgefasst werden, steht hier jedoch auf Grund der mathematischen Aufgaben unter der Rubrik der mathematischen Werke. Innerhalb der einzelnen Rubriken sind die Werke nach dem Erscheinungsjahr sortiert, bei postumen Veröffentlichungen ist auch das Entstehungsjahr angegeben.

## Erzählungen, Romane
Bekannt ist Carroll vor allem für Alice im Wunderland und Alice hinter den Spiegeln. Neben den beiden von John Tenniel illustrierten Ausgaben erschien auch eine schlichtere und damit billigere Gesamtausgabe. Von Alice im Wunderland wurde zudem die Urfassung mit Carrolls eigenen Illustrationen sowie eine Adaption für Kleinkinder mit einigen kolorierten Illustrationen Teniells veröffentlicht.
- Alice’s Adventures in Wonderland. Illustriert von John Tenniel. London, Macmillan, 1865.
- Through the Looking-Glass, and What Alice Found There. Illustriert von John Tenniel. London, Macmillan, 1871.
- Alice’s Adventures under Ground. Illustriert von Lewis Carroll. London, Macmillan, 1886.
- Alice’s Adventures in Wonderland; and through the Looking-Glass. London, Macmillan, 1887.
- Sylvie and Bruno. Illustriert von Harry Furniss und Alice Havers. London, Macmillan, 1889.
- The Nursery “Alice”. Illustriert von John Tenniel und Gertrude Thomson. London, Macmillan, 1890.
- Sylvie and Bruno Concluded.  Illustriert von Harry Furniss und Alice Havers. London, Macmillan, 1893.
- The Wasp in a Wig. Potter, 1977. ISBN 0-517-53266-2. (unveröffentlichtes Kapitel von Through the Looking-Glass)

## Gedichte
- Phantasmagoria and Other Poems. London, Macmillan, 1869.
- Fame’s Penny Trumpet. Oxford, Baxter, 1876.
- The Hunting of the Snark. Illustriert von Henry Holiday. London, Macmillan, 1876.
- Jabberwocky. Mit lateinischer Übersetzung von Augustus Arthur Vansittart. Oxford, University Press, 1881.
- Dreamland. Zu Musik von C. E. Hutchinson. Oxford, University Press, 1882.
- Rhyme? And Reason? Illustriert von Arthur Burdett Frost und Henry Holiday. London, Macmillan, 1883.
- Christmas Greetings. London, Macmillan, 1884.
- Three Sunsets and Other Poems. Illustriert von Gertrude Thomson. London, Macmillan, 1898.

## Spiele, Rätsel
Carroll erfand zahlreiche Spiele und Rätsel, etwa auch die Wortleitern, zu denen mehrere Veröffentlichungen von ihm gehören.
- Rules for Court Circular. 1860.
- Croquêt Castles. London (?), 1863.
- Castle-Croquet. Oxford, 1866.
- A Charade. 1878.
- Word-Links. Oxford, University Press, 1878.
- Doublets. London, Macmillan, 1879.
- Doublets. Oxford, University Press, 1880.
- Lanrick. Oxford, University Press, 1881.
- Mischmasch. Oxford, University Press, 1882.
- Lawn Tennes Tournaments. London, Macmillan, 1883.
- Circular Billiards for Two Players. 1890.
- Syzygies and Lanrick. London, The Lady office, 1893.

## Mathematische Werke
Das mathematische Werk erschien hauptsächlich unter seinem wirklichen Namen Dodgson. Es umfasst Beiträge zur euklidischen Geometrie, zu Wahlsystemen und zur Logik.
- Notes on the First Two Books of Euclid. Oxford, Parker, 1860.
- A Syllabus of Plane Algebraical Geometry. Oxford, Parker, 1860.
- The Formulæ of Plane Trigonometry. Oxford, Parker, 1861.
- Notes on the First Part of Algebra. Oxford, Parker, 1861.
- The Enunciations of Euclid, Books I. and II. Oxford, University Press, 1863.
- General List of (Mathematical) Subjects, and Cycle for Working Examples. Oxford, University Press, 1863.
- A Guide to the Mathematical Student in Reading, Reviewing, and Working Examples. Oxford, Parker, 1864.
- Condensation of Determinants. London, Taylor and Francis, 1866.
- An Elementary Treatise on Determinants. London, Macmillan, 1867.
- The Fifth Book of Euclid Treated Algebraically, so far as it Relates to Commensurable Magnitudes. Oxford, Parker, 1868.
- Algebraical Formulæ for Responsions. Oxford, University Press, 1868.
- Algebraical Formulæ and Rules. Oxford, University Press, 1870.
- Arithmetical Formulæ and Rules. Oxford, University Press, 1870.
- Symbols, &c., to be Used in Euclid, Books I. and II. Oxford, University Press, 1872.
- Number of Propositions in Euclid. Oxford, University Press, 1872.
- Enunciations, Euclid, I.—VI. Oxford, University Press, 1873.
- A Discussion of the Various Modes of Procedure in Conducting Elections. Oxford, University Press, 1873.
- Suggestions as to the Best Method of Taking Votes, where more than two Issues are to be voted on., Oxford, Hall and Stacy, 1874.
- Euclid, Book V. Proved Algebraically. Oxford, Parker, 1874.
- Preliminary Algebra, and Euclid Book V. Oxford, University Press, 1874.
- Examples in Arithmetic. Oxford, University Press, 1874.
- A Method of Taking Votes of More Than Two Issues., Oxford, University Press, 1876.
- Euclid and his Modern Rivals. London, Macmillan, 1879
  - mit Ergänzung 1885.
- Euclid. Books I. and II. London, Macmillan, 1882. (Vordruck von 1875)
- The Principles of Parliamentary Representation. London, Harrison, 1884.
- A Tangled Tale. Illustriert von Arthur Burdett Frost. London, Macmillan, 1885.
- First Paper on Logic. Oxford, Baxter, 1886.
- Fourth Paper on Logic. Oxford, Baxter, 1886.
- Fifth Paper on Logic. Oxford, Baxter, 1887.
- Sixth Paper on Logic. Oxford, Baxter, 1887.
- Questions in Logic. Oxford, Baxter, 1887.
- The Game of Logic. London, Macmillan, 1887.
- Curiosa Mathematica, Part I. A New Theory of Parallels. London, Macmillan, 1888.
- Eighth Paper on Logic. Oxford, Sheppard, 1892.
- Ninth Paper on Logic. Oxford, Sheppard, 1892.
- Notes to Logic Papers Eight and Nine. Oxford, Sheppard, 1892.
- Curiosa Mathematica, Part II. Pillow Problems, London, Macmillan, 1893.
- A Disputed Point in Logic. 1894.
- What the Tortoise Said to Achilles. 1894.
- A Fascinating Mental Recreation for the Young. 1895 (?).
- Symbolic Logic. Part I. Elementary. London, Macmillan, 1896.
- Lewis Carroll’s Symbolic Logic. New York, Potter, 1977. (enthält den unvollständigen zweiten Teil von Symbolic Logic)

## Universitätsverwaltung
In einer Reihe von Schriften äußerte sich Carroll zu Fragen, die die Verwaltung der Universität Oxford betrafen, teils ernsthaft, teils humoristisch.
- The New Examination Statute. Oxford, 1864.
- American Telegrams. Oxford, 1865.
- The Dynamics of a Parti-cle, with an Excursus on the New Method of Evaluation as applied to pi. Oxford, Vincent, 1865.
- The Elections to the Hebdomadal Council. Oxford, 1866.
- The Deserted Parks. Oxford, 1867.
- The Offer of the Clarendon Trustees. Oxford, 1868.
- The New Belfry of Christ Church, Oxford. Oxford, Parker, 1872.
- Objections, Submitted to the Governing Body of Christ Church, Oxford, against certain proposed alterations in the Great Quadrangle. Oxford, University Press, 1873.
- The Vision of the Three T’s. Oxford, Parker, 1873.
- The Blank Cheque. Oxford, Parker, 1874.
- The Dynamics of a Parti-cle. Oxford, Parker, 1874.
- The New Method of Evaluation as applied to pi. Oxford, Parker, 1874.
- Facts, Figures, and Fancies. Oxford, Parker, 1874.
- Notes by an Oxford Chiel. Oxford, Parker, 1874.
- The Professorship of Comparative Philology. Oxford, University Press, 1876.
- The Responsions of Hilary Term, 1877. Oxford, University Press, 1877.
- An Analysis of the Responsions-Lists from Michaelmas, 1873, to Michaelmas, 1881. Oxford, University Press, 1882.
- Twelve Months in a Curatorship. Oxford, Baxter, 1884.
  - Ergänzung und Postskript, 1884.
- Proposed Procuratorial Cycle. Oxford, Baxter, 1885.
  - Ergänzung, 1885.
- Suggestions as to the Election of Proctors. Oxford, Baxter, 1885.
  - Ergänzung 1886.
- Three Years in a Curatorship. Oxford, Baxter, 1886.
- Remarks on the Report of the Finance Committee. Oxford, Baxter, 1886.
- Remarks on Mr. Sampson’s Proposal. Oxford, Baxter, 1886.
- Observations on Mr. Sampson’ Proposal. Oxford, Baxter, 1889.
- A Circular About Resignation of Curatorship. Oxford, Sheppard, 1892.
- Curiosissima Curatoria. Oxford, Sheppard, 1892.
- Resident Women-Students. Oxford, Sheppard, 1896.

## Privates
Carrolls erste Werke waren die Familienmagazine der Familie Dodgson, die – ebenso wie die Sammlungen seiner Briefe sowie seine Tagebücher – erst nach seinem Tod veröffentlicht wurden.
- Isa’s Visit to Oxford. 1899. (entstanden 1888)
- Maggie’s Visit to Oxford. 1899. (entstanden 1889)
- Tour in 1867 by C. L. Dodgson. Philadelphia, 1928. (entstanden 1867)
- The Rectory Umbrella and Mischmasch. Cassell & Company, 1932. (entstanden etwa 1850–1862)
- A Selection from the Letters of Lewis Carroll to His Child-Friend. 1933.
- The Diaries of Lewis Carroll. London, 1953; Westport, 1971.
- Useful and Instructive Poetry. Macmillan, 1954. (entstanden um 1845)
- The Rectory Magazine. Austin, University of Texas Press, 1975. (entstanden um 1845)
- The Letters of Lewis Carroll. New York, 1979.

## Sonstiges
- Index to “In Memoriam”. London, Moxon, 1862. (zusammengestellt hauptsächlich von seinen Schwestern)
- The Telegraph Cipher. Oxford, 1868.
- The Alphabet-Cipher. Oxford, 1868.
- The Guildford Gazette Extraordinary. Oxford, University Press 1870.
- To All Child Readers of “Alice’s Adventures in Wonderland”. Oxford, 1871.
- Some Popular Fallacies about Vivisection. Oxford, 1875.
- An Easter Greeting to Every Child Who Loves Alice. Oxford, 1876.
- On Catching Cold. Oxford, University Press, 1881.
- Notice Re Concordance to “In Memoriam”. Oxford, University Press, 1881.
- A Circular About the “School of Dramatic Art”. Oxford, University Press, 1882.
- Circular Asking for Suggestions for a Girls’ Edition of Shakespeare. Oxford, University Press, 1882.
- Rules for Reckoning Postage. Oxford, Baxter, 1883.
- The Profits of Authorship. London, Macmillan, 1884.
- Memoria Technica. 1888.
- Eight or Nine Wise Words About Letter-Writing. Oxford, Emberlin, 1890.
- The Stranger Circular. Oxford, Sheppard, 1890.
- A Postal Problem. 1891.
- Feeding the Mind. London, Chatto & Winduns, 1907. (entstanden 1884)